# عزیز پرتوی
عزیز پرتوی (زاده ۱۳۳۲ در ارومیه) عضو سابق تیم ملی والیبال ایران بود. پرتوی در ابتدا عضو تیم رضائیه بود و بعد به تیم تاج تهران پیوست. وی سابقه سه دوره قهرمان باشگاه های ایران (جام پاسارگاد) را به همراه دارد.
در بازی‌های آسیایی ۱۹۷۴ تهران بود که به همراه یدالله کارگرپیشه و محمود محب مثلث ارومیه ای‌های تیم ملی ایران را تشکیل می‌دادند. پرتوی یکی از بازیکنانی بود که بعدها مدرک بین‌المللی مربیگری را دریافت نمود. وی سابقه ۲ قهرمانی ایران با تیم منتخب ارومیه در مسابقات آموزشگاه‌های ایران را دارد.